# Indesit
Indesit Company este o companie producătoare de electrocasnice din Italia, a cărei istorie începe din anul 1930.
Compania este al doilea mare producător de electrocasnice din Europa.
Indesit comercializează produse sub mărcile Hotpoint-Ariston și Indesit.
Compania deține 18 fabrici, localizate în Italia, Polonia, Marea Britanie, Turcia, China și CSI, și are 24 reprezentanțe.

## Istoria companiei
Creat în 1975, după rotirea de la Merloni, este numit Merloni Elettrodomestici SpA și condusă de Vittorio Merloni.
În anii 80, odată cu lansarea  altor companii italiene aparținând unor grupuri străine de aparate electrocasnice, de uz casnic Merloni a devenit primul producător de pe piața internă din industrie. Din anul 1981 societatea a trecut printr-o perioadă de criză, care s-a încheiat în 1984, când Vittorio Merloni a revenit la conducere după ce a renunțat la funcția de președinte al Confindustria.
Profiturile și veniturile  companiei au crescut, iar acest lucru a determinat familia Merloni în 1986 să decidă intrarea sa în piața de valori.
În 1987, Merloni Elettrodomestici, deja cotate la bursă, a achiziționat Indesit, marele său rival de pe piața italiană, dar care avea, de asemenea, o prezență pe piețele internaționale, precum și 33% din Philco Italia.
În 1988, Merloni, sub mărcile Ariston și Indesit, a avut o cifră de afaceri de 1059000000 de dolari, devenind al patrulea producător european de electrocasnice. În anul următor, a achiziționat și a absorbit Scholtès compania franceză.
În 1990, capitalul Merloni preluat Marcegaglia, furnizorul său de tuburi din oțel, care a detectat 7% din acțiuni. În același an, Societatea avea aproximativ 6.000 de angajați în diferite instituții, inclusiv Franța, Portugalia și Rusia.
În 1994, Merloni a avut o cifră de afaceri de 1.920 miliarde de lire, cu o cotă de piață de 10% în Europa. În anul următor a preluat o treime din capitalul social al Star SpA (Società Trevigiana Apparecchi Riscaldamento), o companie italiană din Conegliano Veneto producător de hote de bucătărie, care va fi complet dobândită în 2002 și care a fuzionat cu Compania în 2003.
În 1999, prin Fineldo, exploatația de familie Merloni, a achiziționat producătorul de autocolante Panini.
În anul 2000, a preluat întregul capital al Philco și a achiziționat Stinol, primul producător rus de aparate de uz casnic.
Compania lui Fabriano a intrat în 2002 în industria produselor electronice de consum cu achiziționarea Sinudyne.
În februarie 2005, Merloni Elettrodomestici a fost redenumit Indesit Company: Indesit este cel mai cunoscut dintre brandurile grupului în afara Italiei.
La începutul anului 2007, Indesit Company a lansat arhitectura Grupului nou brand: marca Hotpoint Ariston se combină pentru a forma cu marca Hotpoint-Ariston.
Andrea Merloni începând cu 2010, a reușit să Vittorio tatălui său de a conduce de companie în calitate de nou președinte.
Pe 09-06 compania a anunțat o investiție de 120 milioane euro pentru o perioadă de 3 ani (2010 - 2012) ca să își consolideze prezența în Italia; și, în același timp, închiderea a două uzine Brembate (Bergamo) și Refrontolo (Treviso).

## Rezultate financiare
Număr de angajați în 2009: 17.000
Cifra de afaceri:
- 2008: 3,1 miliarde Euro[4]
- 2007: 3,4 miliarde euro[2]

Venit net:
- 2008: 55,5 milioane euro[4]
- 2007: 105,4 milioane euro[2]

## Indesit în România
Compania este prezentă și în România, prin Ariston Thermo România, filiala Ariston Thermo Group, subsidiara Indesit.
Cifra de afaceri:
| Anul          | 2010 | 2009 | 2008 |
| ------------- | ---- | ---- | ---- |
| milioane euro | 30   | 16,5 | 24,4 |